# Adelaida City FC
L'Adelaida City Football Club és un club de futbol australià de la ciutat d'Adelaida.

## Història
El club va ser fundat l'any 1946 a la rebotiga d'una botiga d'esports propietat de Mario Bailetti juntament amb d'altres homes, membres d'un petit club anomenat Savoia. Inicialment va rebre el nom de Juventus, canviant a Juventus d'Adelaida el 1960. No fou fins a l'any 1977 que adoptà el nom Adelaida City (anglès: Adelaide City.

## Palmarès

Adelaida City durant la temporada 1993–94.

El defensa serbi Milan Ivanović fou jugador del club.

- Lliga de Campions de l'OFC: 
  - 1987
- Lliga australiana de futbol:[2]
  - 1986, 1991–92, 1993–94
- Copa australiana de futbol:[3]
  - 1979, 1989, 1991–92